# Monivea
Monivea is een plaats in het Ierse graafschap County Galway. De plaats telt 300 inwoners.
De geschiedenis van het dorp is nauw verbonden met de familie Ffrench, een van de tribes van Galway. De familie is steeds katholiek gebleven. Bijzonder is het mausoleum van de familie dat tegenwoordig eigendom van de staat is.